# گوزن‌موش خالدار سری‌لانکایی
گوزن‌موش خالدار سری‌لانکایی (نام علمی: Moschiola meminna) نام یک گونه از سرده گوزن‌موش‌های خالدار است.